# Enteroctopodidae
Famille
Les Enteroctopodidae forment une famille de pieuvres de l'ordre de octopodes.

## Liste des sous-familles et genres
Selon World Register of Marine Species (27 janvier 2016) :
- genre Enteroctopus Rochebrune & Mabille, 1889
- genre Muusoctopus Gleadall, 2004
- genre Sasakiopus Jorgensen, Strugnell & Allcock, 2010
- genre Vulcanoctopus Gonzalez & Guerra, 1998

## Découverte d'une nouvelle espèce (2018)
En 2018, une publication annonce que lors d’une exploration financée par la Fondation nationale pour la science américaine, un groupe de dix-sept individus d’une nouvelle espèce de poulpes a été fortuitement découverte en eaux profondes (dont seize en train de couver leurs œufs) à deux miles de profondeur, là où les pieuvres n’étaient pas censées survivre. Cette découverte a été faite lors de la 3e exploration d’un site hydrothermal de ce type, faite sur l'affleurement de Dorado dans l'océan Pacifique (à 100 milles au large du Costa Rica en haute mer)  dans une zone rocheuse formée de lave refroidie et durcie provenant d'un volcan sous-marin, mais où des sources chaudes étaient suspectées par les géochimistes qui ont fait cette découverte.

L’espèce appartient au genre Muusoctopus (dont les individus étaient supposés toujours mener une vie solitaire alors qu’un regroupement de femelles a ici été observé dans une sorte de pouponnière proche de sources chaudes). Cette pieuvre est rosée, plutôt petite (de la taille d'une assiette) dotée d’yeux énormes. Une centaine d’entre elles ont été trouvées, occupant tous les abris rocheux localement disponibles. Les scientifiques ont observé des tentacules de poulpe émergeant de fissures, indices d’une population plus importante.

Les poulpes de haute mer évitent normalement les eaux chaudes qui accélèrent leur métabolisme et qui manquent d’oxygène, et les individus observés ici montraient des signes de stress sévère (de même probablement que leurs œufs car sur 186 œufs attachés aux roches ayant pu être observés, aucun ne semblait contenir un embryon en développement ce qui laisse penser qu’un meilleur habitat existe à proximité pour cette espèce, peut-être dans des crevasses où l'eau est fraîche et plus oxygénée. La zone observée pourrait être une zone de puits écologique pour une métapopulation beaucoup plus importante, dont l’importance et la biogéographie reste à découvrir.

## Publication originale
- (en) Jan M. Strugnell, Mark D. Norman, Michael Vecchione, Michelle Guzik et A. Louise Allcock, « The ink sac clouds octopod evolutionary history », Hydrobiologia, Springer Science+Business Media, vol. 725, no 1,‎ 28 mai 2013, p. 215-235 (ISSN 0018-8158 et 1573-5117, OCLC 231039046 et 1368147594, DOI 10.1007/S10750-013-1517-6).